# Twin
Twin (a veces escrito TWIN) es un grupo de productores y compositores musicales suecos, formado por Niclas Molinder y Joacim Persson. Trabajan en los géneros de Pop, R&B y rock.

## Créditos en producción

### 2001

#### Charlotte Perrelli-Miss Jealousy
- 02. "Miss Jealousy"
- 06. "One Kiss Away"

### 2002

#### Amber -Naked
- 07. "Sex Without Sex"

#### Da Buzz -Wanna Be with Me
- 05. "Keep On Lovin' Me"
- 07. "Wonder Where You Are"

#### Gloria Gaynor-I Wish You Love
- 01. "Gotta Be Forever"
- 05. "All the Man That I Need"

### 2003

#### No Angels-Pure
- 02. "Eleven Out of Ten"
- 08. "Feelgood Lies"

#### Sophie Monk-Calendar Girl
- 05. "Love Thing"
- 09. "Step Back to Love"

#### Play-Replay
- 08. "11 Out of 10"

#### Snap!-The Cult of Snap!
- 09. "When You're Near"

#### S Club 8-Sundown
- 09. "Sundown"

#### Belinda-Belinda
- 01. "Lo Siento"

### 2004

#### American Juniors -American Juniors
- 09. "Sundown"

#### Die Schlümpfe -The Smurfs
- 02. "Einmal"

#### Charlotte Perrelli-Gone Too Long
- 07. "All by Myself"
- 10. "Tell Me"

#### Sandy Mölling -Unexpected
- 02. "Say It Again"
- 03. "Unnatural Blonde"
- 05. "Tell Me"
- 07. "Sorry, You've Got the Wrong Girl"
- 09. "Do It All Over"
- 11. "All Eyes On You"

### 2005

#### Agnes-Agnes
- 01. "Stranded"

#### Bratz-Rock Angelz
- 03. "I Don't Care"
- 04. "All About You"
- 05. "Who I Am"
- 06. "So What"
- 09. "Lookin' Good"
- 10. "Rock the World"
- 14. "Hey (When the Angelz Play)"

### 2006

#### Sandy Mölling -Frame of Mind
- 12. "Speed Of Love"

#### Helena Paparizou-The Game of Love
- 08. "Héroes"

#### Velvet -Finally
- 03. "Mi Amore"
- 04. "Doin' It"

#### Bratz-Forever Diamondz
- 01. "Ooooh Fashion"
- 02. "Wazz Up"
- 03. "Keep It Up"
- 04. "Best Friends"
- 07. "Express Yourself"
- 14. "Que Tal"

### 2007

#### Ashley Tisdale-Headstrong
- 04. "Be Good to Me"
- 05. "Not Like That"
- 09. "Goin' Crazy"

#### Danny-Heart Beats
- 10. "Together Some Day"
- 11. "Stay"

#### No Angels-Destiny
- 01. "Goodbye to Yesterday"
- 05. "Maybe"
- 08. "Back Off"

#### Tiffany Affair -Over It
- 01. "Over It"

### 2008

#### Velvet -The Queen
- 09. "Déjà Vu"

#### Darin -Flashback
- 12. "What If"

#### The Cheetah Girls-The Cheetah Girls: One World
- 01. "Cheetah Love"
- 07. "I'm the One"

### 2009

#### Ashley Tisdale-Guilty Pleasure
- 01. "Acting Out"
- 02. "It's Alright, It's OK"
- 04. "Overrated"
- 08. "What If"
- 09. "Erase And Rewind"
- 13. "Crank It Up"
- 16. "Watcha Waiting For"
- 00. "History" (unreleased)

#### V Factory-Álbum debut
- 00. "Love Struck"

- Datos: Q7858069